# Fabrício Mafuta
Fabrício Mafuta là một cầu thủ bóng đá người Angola thi đấu ở vị trí hậu vệ cho InterClube. Trong mùa giải 2016, anh thi đấu 2 trận FIFA và 1 trận Non-FIFA, không ghi được bàn thắng hay ra sân trận nào.